# BEST 〜third universe〜 & 8th AL "UNIVERSE"
- 倖田來未 > ディスコグラフィ > BEST 〜third universe〜
- 倖田來未 > ディスコグラフィ > UNIVERSE

『BEST 〜third universe〜 & 8th AL"UNIVERSE"』（ベストサード ユニバース アンド エイスアルバム ユニバース）は、2010年2月3日に発売された、日本の歌手、倖田來未の8枚目のオリジナル・アルバムと5枚目のベスト・アルバム。発売元は、rhythm zone。

## 解説
ベスト・アルバムとオリジナル・アルバムの2枚組で、デビュー10周年を記念しての発売となった。当初は、10周年を記念しての単体でのベスト・アルバムを発売する予定だったが、「進化し続けたいからオリジナルアルバムも作りたい」という倖田本人の意思を受け、急遽ベスト・アルバムとオリジナル・アルバムを1セットにした上での発売となった。
今作のキャッチコピーは、「恋が始まったときも、恋が終わったときも、いつもそばにいてくれた。」。
ジャケット写真は、2006年に発売したベストアルバム『BEST 〜second session〜』と全く同じ場所、同じ時間、同じカメラマン、同じシチュエーションで撮影された。また、ジャケットで倖田が読んでいるのは、『BEST〜second session〜』の歌詞カードである。これに関して倖田は、「ベストアルバムは4年ぶりになるが、この4年という時間の中で自分がどう変わったのか？その変化をみんなにも見てもらいたいと思ったし、自分でも見つめなおしたいと思う気持ちがあった。そこで、自分の成長や変化が最も明確に現れるであろう“同じシチュエーションでの撮影”にトライした」と語っている。
『Black Cherry』以来続いていた「CD+2DVDではなく、今作では「2CD＋DVD（ベストアルバム＋オリジナルアルバム＋DVD）」が採用されている。その他に「2CD（ベストアルバム＋オリジナルアルバム）」「CD＋着うた（ベストアルバム＋オリジナルアルバムの着うた）」の合計3形態での発売となった。なお、CDオリジナルアルバム全曲の着うたが付いての発売は音楽史上初の試みである。また、「CD＋着うた」形態には、シダックス限定販売の数量限定盤がある（ジャケットが異なり、オリジナル特典が付く）。
DVDには、2CDに収録されているシングル16曲のミュージック・ビデオに、オリジナルアルバムから「SUPERSTAR」、「You're So Beautiful」の2曲が撮り下ろされた。なお、「I'll be there」、「With your smile」、「That Ain't Cool」、「Alive」の4曲は収録されていない。
「CD＋着うた」形態は、オリジナルアルバム収録曲の着うたを、同年9月までダウンロードできるパスワードが封入されている。シダックス限定販売の数量限定盤には特典として、「愛のうた」の歌詞付きミュージックビデオがダウンロード可能となっている。購入者特典として、未公開映像限定視聴用「シリアルナンバーカード」（2010年2月10日12時〜2010年2月17日12時まで）、先着にてB3サイズポスターの配布がされた（なお、HMV、新星堂、タワーレコード、TSUTAYAではそれぞれ別デザイン）。ローソン、セブンイレブンではポスターのかわりにポストカードがプレゼントされた。
本作の発売を記念し、同年2月4日には、ビルボード東京にて応援してくれているファンに感謝の意味を込めて、スペシャルライブを行った。この際初披露された欧陽菲菲の「ラブ・イズ・オーヴァー」のカバー曲が後に「CD＋着うた」形態に追加で配信された。
同年4月10日からは、本作を引っさげた全国9箇所をまわるライブツアー『KODA KUMI LIVE TOUR 2010 〜UNIVERSE〜』が開催された。

### ベスト・アルバム『BEST 〜third universe〜』
ベスト・アルバムとしては、2006年3月8日発売された『BEST〜second session〜』以来約4年ぶり、3作目となる（シングル曲以外のベストも含めれば、2009年3月25日に発売されたコラボレーション・ベスト『OUT WORKS & COLLABORATION BEST』以来約11か月振り、5作目のベストアルバム）。
2006年発売の31stシングル「恋のつぼみ」から、2008年発売の42ndシングル「Stay with me」までの中から16曲を収録。このうち、「JUICY」、「ふたりで･･･」、「愛証」、「Once again」は収録されていない。また、34thシングル「Cherry Girl/運命」は、両曲とも収録されなかった。カップリング曲からは、36thシングル「FREAKY」の中から「girls」のみ収録され、その他は収録されていない。

### オリジナル・アルバム『UNIVERSE』
2009年1月28日に発売された『TRICK』以来約1年ぶり、8作目のオリジナル・アルバム。
misonoとのコラボレーション曲「It's all Love!」、「Lick me♥」、「ECSTASY」、「Alive/Physical thing」、「Can We Go Back」といったシングル6曲に、新曲8曲を加えた全14曲入り（ボーナストラックを含めると15曲）。前作同様、カップリング曲は収録されておらず、44thシングル「3 SPLASH」収録曲である「走れ!」はA面曲では、唯一収録されていない。
「2CD＋DVD」「2CD」の初回限定盤には、ボーナス・トラックとして、昨年10月に行われた、台北市の国立台湾大学総合体育館にて、自身初の単独海外公演のライブから「Moon Crying」のライブ音源が収録されている。「Alive」のミュージックビデオは収録されていない。
倖田のオリジナル・アルバムとしては、1曲目にイントロダクションではない楽曲が収録されているのは3作目の『feel my mind』以来である。

## 収録内容
- 全曲作詞：Kumi Koda（※特記事項除く）

### CD

#### Disc 1「BEST 〜third universe〜」
BEST ALBUM
1. 恋のつぼみ [4:11]
作曲・編曲：Yusuke Kato
ストリングス：Tetsuya Ochiai
31stシングル表題曲
2. I'll be there [4:13]
作曲：Shintarou Hagiwara
編曲：tasuku
32ndシングル「4 hot wave」収録曲
3. 人魚姫 [4:26]
作曲・編曲：Miki Watanabe
32ndシングル「4 hot wave」収録曲
4. With your smile [4:15]
作曲：Toru Watanabe
編曲：h-wonder
32ndシングル「4 hot wave」収録曲
5. 夢のうた [4:50]
作曲：miwa furuse
編曲：Toru Watanabe
ストリングス：CHIKA
33rdシングル表題1曲目
6. BUT [3:37]
作曲・編曲：Tommy Henriksen
35thシングル表題1曲目
7. FREAKY [3:19]
作曲・編曲：Tommy Henriksen
36thシングル表題曲
8. girls [4:38]
作曲：Kensuke Morimoto
編曲：h-wonder
ブラス：Shiro Sasaki
36thシングルカップリング曲
アルバム初収録。
9. 愛のうた [4:49]
作曲：Kousuke Morimoto
編曲：Tomoji Sogawa
37thシングル表題曲
10. LAST ANGEL feat.東方神起 [3:50]
作詞：Kumi Koda、H.U.B.
作曲・編曲：Negin、Ian-Paolo Lira、Hugo Lira、Thomas Gustafsson
38thシングル表題曲
11. anytime [4:11]
作曲・編曲：Hideya Nakazaki
39thシングル表題曲
12. Moon Crying [5:44]
作曲：miwa furuse
編曲：h-wonder、Jyun Abe
ストリングス：Shika Udai
40thシングル「MOON」収録曲
13. That Ain't Cool (Koda Kumi feat.Fergie) [3:30]
作詞・作曲：Kumi Koda、Stacy Ferguson、Keith Harris
40thシングル「MOON」収録曲
14. Lady Go! [4:52]
作曲：Kousuke Morimoto
編曲：Yusuke Tanaka (Q;indivi)
40thシングル「MOON」収録曲
アルバム初収録。
15. TABOO [3:52]
作詞：Kumi Koda、HIRO
作曲・編曲：HIRO
41stシングル表題曲
16. stay with me [4:50]
作曲：Kazuto Narumi
編曲：Daisuke Kahara
ストリングス：Yasuaki Maejima
42ndシングル表題曲

#### Disc2「UNIVERSE」
ORIGINAL ALBUM
1. Step Into My World [2:59]
作詞・編曲：STY
2. Can We Go Back [3:23]
作詞・作曲：Kumi Koda、Adam Watts、Andy Dodd、Shanna Crooks
46thシングル表題曲（先行シングル）
3. SUPERSTAR [3:19]
作詞・作曲：Kumi Koda、Figge、Johan Lindman
4. You're So Beautiful [3:40]
作詞・作曲：Kumi Koda、Tim Larsson、Johan Fransson、Tobias Lundren
本リリースに合わせて『みんな、20歳だった。』にてテレビ初披露された。
5. Lick me♥ [3:28]
作曲：YOO
編曲：Hiroto Suzuki
44thシングル「3 SPLASH」収録曲
6. Work It Out! [3:46]
作詞・作曲：Kumi Koda、Nina Ossoff、Dana Calitri、Tommy Henriksen
7. No Way [5:39]
作曲・編曲：U-Key zone
8. Stay [4:10]
作曲・編曲：MARKIE
本リリースに合わせて『ミュージックフェア』にてテレビ初披露された。
9. Comes Up [3:53]
作曲：YUUKI
10. Physical thing [2:55]
作曲・編曲：Kumi Koda、Thomas Gustafsson、Hugo Lira、Negin、Ian-Paolo Lira、Nosheen Saeed
45thシングル表題2曲目
11. ECSTASY [3:26]
作詞・作曲・編曲：HUM
44thシングル「3 SPLASH」収録曲
12. UNIVERSE [3:33]
作曲・編曲：HIRO
13. It's all Love! (Koda Kumi × misono) [4:55]
作詞：Kumi Koda、misono
作曲：Kenichi Maeyamada
編曲：h-wonder
43rdシングル表題曲
14. Alive [3:41]
作曲：Georg Friedrich Händel、Tarou Iwashiro
編曲：Tarou Iwashiro
45thシングル表題1曲目
15. Moon Crying (Live ver. in Taiwan) [7:48]
「2CD＋DVD」「2CD」の初回限定盤のみに収録。

### DVD
BEST & ORIGINAL MUSIC VIDEO
1. 恋のつぼみ
2. 人魚姫
3. 夢のうた
4. BUT
5. FREAKY
6. 愛のうた
7. LAST ANGEL feat.東方神起
8. anytime
9. Moon Crying
10. TABOO
11. stay with me
12. It's all Love!
13. Lick me♥
14. ECSTASY
15. Physical thing
16. Can We Go Back
17. SUPERSTAR
18. You're So Beautiful

## タイアップ (「UNIVERSE」)
- music.jp TV-CFソング (#2, #4, #10, #11, #13)
- 映画『ダレン・シャン』日本語版イメージ・ソング (#2)
- SANKYO「KODA KUMI FEVER LIVE IN HALL II」CMソング (#5)
- 日本テレビ系『スッキリ!!』エンディング・テーマ (#13)
- 松竹配給映画『カムイ外伝』主題歌 (#14)

## 『UNIVERSE』収録ライブ映像 (シングル曲除く)
- Step Into My World
  - 『KODA KUMI LIVE TOUR 2010 〜UNIVERSE〜』
  - 『Koda Kumi 15th Anniversary Premium Live』(WINTER of LOVE、ファンクラブ限定盤)
  - 『KODA KUMI 19TH → 20TH ANNIVERSARY EVENT』(Bonus Footage)
    - 『KODA KUMI LIVE TOUR 2019 re(LIVE) -Black Cherry- & -JAPONESQUE-』(ファンクラブ・HMV限定盤)
- SUPERSTAR
  - 『KODA KUMI LIVE TOUR 2010 〜UNIVERSE〜』
  - 『Dream music park』(Dejavu)
- You're So Beautiful
  - 『KODA KUMI LIVE TOUR 2010 〜UNIVERSE〜』
  - 『Dream music park』(Dejavu)
  - 『KODA KUMI "ETERNITY〜Love & Songs〜"at Billboard Live』
  - 『billboard classics KODA KUMI Premium Symphonic Concert 2022 @festival hall』(WINGS)
- Work It Out!
  - 『KODA KUMI LIVE TOUR 2010 〜UNIVERSE〜』
  - 『Dream music park』(Dejavu)
- No Way
  - 『KODA KUMI LIVE TOUR 2010 〜UNIVERSE〜』
  - 『Dream music park』(Dejavu)
- Stay
  - 『KODA KUMI LIVE TOUR 2010 〜UNIVERSE〜』
  - 『Dream music park』(Dejavu)
- Comes Up
  - 『KODA KUMI LIVE TOUR 2010 〜UNIVERSE〜』
  - 『KODA KUMI LIVE TOUR 2011 〜Dejavu〜』
  - 『Dream music park』(Dejavu)
  - 『KODA KUMI Premium Night 〜Love & Songs〜』
  - 『KODA KUMI LIVE TOUR 2017 〜W FACE〜』
  - 『KODA KUMI 19TH → 20TH ANNIVERSARY EVENT』(Bonus Footage)
    - 『KODA KUMI LIVE TOUR 2019 re(LIVE) -Black Cherry- & -JAPONESQUE-』(ファンクラブ・HMV限定盤)
- UNIVERSE
  - 『KODA KUMI LIVE TOUR 2010 〜UNIVERSE〜』
  - 『Dream music park』(Dejavu)
  - 『KODA KUMI 10th Anniversary 〜FANTASIA〜 in TOKYO DOME』
  - 『a-nation'10』(Beach Mix)
  - 『KODA KUMI Premium Night 〜Love & Songs〜』
  - 『Koda Kumi Fanclub Live Tour～Let's Party Vol.2～』(Bon Voyage、ファンクラブ限定盤)
  - 『Koda Kumi 15th Anniversary Premium Live』(WINTER of LOVE、ファンクラブ限定盤)
  - 『KODA KUMI 15th Anniversary LIVE The Artist』
  - 『KODA KUMI LIVE TOUR 2017 〜W FACE〜』
  - 『Koda Kumi Fanclub Tour 〜AND〜 at Zepp DiverCity』(ファンクラブ限定盤)
    - 『KODA KUMI LIVE TOUR 2018 -DNA-』(Bonus Footage、ファンクラブ限定盤)

  - 『KODA KUMI 19TH → 20TH ANNIVERSARY EVENT』(Bonus Footage)
    - 『KODA KUMI LIVE TOUR 2019 re(LIVE) -Black Cherry- & -JAPONESQUE-』(ファンクラブ・HMV限定盤)